# Wilhelm Ludwig Wesché
Conrad Wilhelm Ludwig Wesché (* 11. Juli 1799 in Blankenburg im Harz, Fürstentum Braunschweig-Wolfenbüttel; † 24. Oktober 1858 in Paris) war ein deutscher Verleger, Übersetzer und Autor.

## Leben und Werk
Wilhelm Ludwig Wesché, geboren 1799 in Blankenburg, heiratete am 24. Oktober 1824, in Frankfurt am Main, Maria Elisabeth Johanna Carolina Osterieth, Schwester des Druckereibesitzers, Verlegers und Politikers August Osterrieth. Weschés Enkel (* 26. August 1857 in Colombo, Ceylon; † 26. September 1910 in Paddington, London) war der britische Komponist, Pianist und Entomologe Walter Wesché.
Größeren Bekanntheitsgrad erlangte Wilhelm Ludwig Wesché als Übersetzer von Alexandre Dumas’ Werken, viele davon in deutscher Erstausgabe.

### Verleger
Im Jahr 1822 übernahm Wilhelm Ludwig Wesché eine von Josef Martin Göbhardt (1709–1757) um das Jahr 1746 in Bamberg gegründete Verlagsbuchhandlung, die sich auf die Herausgabe von apologetischen Schriften, Handbüchern und historischen Manualen spezialisiert hatte, verkaufte den Sortimentsbestand an den Buchhändler Johann Casimir Dresch (der 1826 in Bamberg eine Leihbibliothek eröffnete) und zog 1825 mit dem Verlag nach Frankfurt am Main.
1833 erwarb Weschés Schwiegermutter, die mit Samuel Friedrich Osterieth verheiratete und ab 1821 verwitwete Elise Osterieth, geb. Orville (* 7. Mai 1772 in Offenbach; † 9. September 1842 in Frankfurt am Main) den Verlag und übertrug diesen ihrem Sohn August Osterrieth. Fortan firmierte der Verlag unter Wesché’sche Verlagsbuchhandlung in Frankfurt am Main.

### Übersetzer
Weschés erste Übersetzung aus dem Französischen (Frédéric Soulié: Der Schulmeister) wurde 1839 bei G.C.E. Meyer in Braunschweig veröffentlicht. Fast alle weiteren Übersetzungen aus dem Französischen, vorrangig Werke von Alexandre Dumas (d. Ä.), erschienen fortan im Verlag von Christian Ernst Kollmann, Leipzig. In den Jahren 1840–1846 brachte der Kollmann-Verlag 30 meist mehrbändige, von ihm übersetzte Romane heraus, mit Schwerpunkt auf Alexandre Dumas. Ferner arbeitete Wilhelm Ludwig Wesché maßgeblich an der Gesamtausgabe von Dumas‘ Werken im selben Verlag mit (556 Bändchen, 1844–1859). Auf seiner Autorenliste stehen darüber hinaus Namen wie Laure-Adelaide Abrantès, Eugène Sue, Pierre Michel François Chevalier, Gabriel Ferry (Eugène Louis Gabriel Ferry de Bellemare) und George Sand.
Ab etwa 1842 lebte und arbeitete Wesché überwiegend in Paris, wo er mit Alexandre Dumas und Eugène Sue im Kontakt stand. Noch während 1844 „Die drei Musketiere“ (im Original:  „Les Trois Mousquetaires“) von Alexandre Dumas kapitelweise in der Zeitung „Le Siècle“ urveröffentlicht wurden (vom 14. März bis zum 14. Juli 1844), übersetzte Wesché parallel das Werk ins Deutsche, so dass der Kollmann-Verlag bereits Ende Juni 1844, noch während die Veröffentlichungen im „Le Siècle“ fortgesetzt wurden, Band 1 und Band 2 unter dem Titel „Athos, Porthos und Aramis oder: Die drei Mousquetaire“ als deutsche Erstausgabe veröffentlichte, nur knapp vier Wochen nach dem Erscheinen der französischen Erstausgabe von Band 1 und 2 im Pariser Baudry Verlag und zum Teil nur wenige Wochen, zum Teil jedoch mehrere Monate vor den konkurrierenden Verlagen in Deutschland, wie dem Augsburger Verlag Jenisch (Übersetzer: Friedrich Wilhelm Bruckbräu) oder dem Stuttgarter Verlag Franckh (Übersetzer: August Zoller), in dem die ersten beiden Bände der Musketier-Reihe erst im Dezember 1844 erschienen.
Band 3 und 4 der „Drei Musketiere“ und die Folgebände der Musketier-Trilogie mit den Teilen „Artagnan oder Zwanzig Jahre später“ und „Der Vicomte von Bragelonne oder Zehn Jahre später“ erschienen im Rahmen der Kollmanner Gesamtausgabe von Alexandre Dumas‘ Schriften als Übersetzung von Wesché zwischen 1845 und 1850 in 25 weiteren Bänden (Teil II in sechs, Teil III in siebzehn Bänden).
Weschés letzte Übersetzungsarbeiten veröffentlichte 1853 der Braunschweiger Georg Westermann Verlag. Er verstarb am 24. Oktober 1858 in Paris.

### Autor
Im Jahr 1853 schrieb Wilhelm Ludwig Wesché eine Monografie über Napoleon III., die im Leipziger Eduard-Wengler-Verlag publiziert wurde. Diese Veröffentlichung wurde im Jahr 2000 vom Hildesheimer Georg Olms Verlag neu herausgegeben.